# 岩佐幹三
岩佐 幹三（いわさ みきそう、1929年1月28日 - 2020年9月7日）は　日本原水爆被害者団体協議会（日本被団協）顧問で、金沢大学名誉教授。

## 来歴
福岡県福岡市出身。富士見町 (広島市)
修道中学校在学中であった1945年(昭和20年)8月6日16歳の時、爆心地から1・2キロの広島市富士見町（現同市中区）の自宅の庭で被爆し、母と妹を亡くして「原爆孤児」となった。
1960年に石川県原爆被災者友の会を設立。金沢大学で法学部長を務めた後、2000年から日本原水爆被害者団体協議会]の事務局次長、11年から代表委員、17年から顧問を務め、被爆者救済などに取り組んだ。
2016年には、オバマ米大統領（当時）の広島訪問に立ち会った。
2020年9月7日に膵臓がんのため死去。
2024年10月に日本原水爆被害者団体協議会(被団協)がノーベル平和賞を受賞した。日本でのノーベル平和賞受賞は1974年の佐藤栄作以来50年ぶりとなった。